# Carola Glaser
Carola Glaser (* in Basel) ist eine Schweizer Opernsängerin (Sopran).
Carola Glaser wurde in eine Musikerfamilie hineingeboren. Zum Musikstudium ging sie nach New York, wo sie am Mannes College of Music bei Peter K. Elkus und später in ihrer Heimatstadt Basel bei Kurt Widmer studierte. Sie schloss mit einem Bachelor und dem Konzertdiplom ab.
Engagements führten sie ans Staatstheater Oldenburg, nach Freiberg in Sachsen und nach Berlin. Ihren Durchbruch erlebte sie 2008, als sie am Theater an der Wien die Partie der Christine in Intermezzo von Richard Strauss darstellte. Anschliessend übernahm sie eine Reihe von Wagner-Partien wie die Elsa im Lohengrin, die Elisabeth im Tannhäuser, die Irene im Rienzi und die Mariana im Liebesverbot. Ab 2014 stellte sie die Titelrollen in Richard Strauss’ Opern Arabella und Salome dar.
Glaser gastierte u. a. in der Komischen Oper Berlin, der Oper Bonn, im Staatstheater Darmstadt, der Oper Frankfurt, den Landesbühnen Sachsen, der Oper Rom, dem Seoul Arts Center sowie bei den Salzburger Festspielen.
Glaser wirkt auch als Konzertsängerin. Sie arbeitet u. a. mit Dirigenten wie Wladimir Jurowski, Johannes Debus, Jan Michael Horstmann, Raoul Grüneis, Kirill Petrenko, Stefan Soltesz, Gustav Kuhn sowie Regisseuren wie Stefan Herheim, Christof Loy, Damiano Michieletto und Hugo de Ana.